# Пьетра-Марацци
Пьетра-Марацци (итал. Pietra Marazzi) — коммуна в Италии, располагается в регионе Пьемонт, в провинции Алессандрия.
Население составляет 948 человек (2008 г.), плотность населения составляет 121 чел./км². Занимает площадь 8 км². Почтовый индекс — 15040. Телефонный код — 0131.
Покровительницей коммуны почитается Пресвятая Богородица, празднование 16 июля.

## Демография
Динамика населения:

## Администрация коммуны
- Официальный сайт: